# Nasuh Akar
Nasuh Akar (Provincia de Yozgat, Turquía, 10 de mayo de 1925-18 de mayo de 1984) fue un deportista turco especialista en lucha libre olímpica donde llegó a ser campeón olímpico en Londres 1948.

## Carrera deportiva
En los Juegos Olímpicos de 1948 celebrados en Londres ganó la medalla de oro en lucha libre olímpica estilo peso gallo, por delante del estadounidense Gerald Leeman (plata) y del francés Charles Kouyos (bronce).